# Christoph Waltz
Christoph Waltz (Viena, 4 de octubre de 1956) es un actor austriaco y alemán. Principalmente activo en Estados Unidos, obtuvo reconocimiento internacional por sus interpretaciones de personajes villanos y de apoyo en películas en inglés. Entre sus premios se incluyen dos Premios Óscar, dos Globos de Oro, dos Premios BAFTA, dos Premios del Sindicato de Actores de Cine, dos Premios de la Crítica de Cine y una nominación a un Premio Emmy.
Tras una carrera considerable en la televisión y el teatro alemán, el papel que catapultó a Waltz al éxito en Estados Unidos fue en la película de Quentin Tarantino de 2009, Bastardos sin gloria, donde interpretó a Hans Landa, por el que recibió el Premio Óscar al Mejor Actor de Reparto y el Premio al Mejor Actor del Festival de Cine de Cannes. Colaboró nuevamente con Tarantino en Django sin cadenas (2012), por su interpretación del cazador de recompensas Dr. King Schultz, que le valió su segundo Premio Óscar al Mejor Actor de Reparto.
También ha protagonizado películas como Carnage (2011), The Zero Theorem (2013), Big Eyes (2014), Downsizing (2017), Alita: Battle Angel (2019) y The French Dispatch (2021). Además, interpretó a Ernst Stavro Blofeld en las películas de James Bond Spectre (2015) y No Time to Die (2021).

## Biografía
Waltz nació el 4 de octubre de 1956 en Viena, hijo de Johannes Waltz, un diseñador de sets alemán, y Elisabeth Urbancic, una diseñadora de vestuario austriaca de ascendencia austriaca y eslovena. Waltz proviene de una familia con tradición teatral: su abuela materna fue la actriz del Burgtheater y de cine mudo, Maria Mayen, y su abuelo adoptivo, Emmerich Reimers, y su bisabuelo, Georg Reimers, fueron actores de teatro que también aparecieron en películas mudas. El abuelo materno de Waltz, Rudolf von Urban, fue psiquiatra de ascendencia eslovena y fue estudiante de Sigmund Freud. El padre de Waltz falleció cuando él tenía siete años y su madre se casó más tarde con el compositor y director de orquesta Alexander Steinbrecher. Steinbrecher había estado casado previamente con la madre del director Michael Haneke; como resultado, Waltz y Haneke compartieron el mismo padrastro.
Desde joven, Waltz sintió una pasión por la ópera, habiendo visto su primera ópera (Turandot con Birgit Nilsson en el papel principal) alrededor de los diez años. De adolescente, Waltz solía visitar la ópera dos veces por semana. No mostró interés en el teatro y deseaba convertirse en cantante de ópera. Después de graduarse en el Theresianum de Viena, Waltz estudió actuación en el reconocido Seminario Max Reinhardt. Al mismo tiempo, también estudió canto y ópera en la Universidad de Música y Artes Escénicas de Viena, pero finalmente decidió que su voz no era lo suficientemente buena para una carrera operística. A finales de la década de 1970, Waltz pasó algún tiempo en la ciudad de Nueva York, donde entrenó con Lee Strasberg y Stella Adler. Estudió interpretación de guiones bajo la tutela de Adler y atribuye su enfoque analítico a su enseñanza.

## Trayectoria profesional
A su regreso a Europa, Waltz encontró trabajo como actor de teatro, haciendo su debut en el Schauspielhaus Zürich. También actuó en Viena, Salzburgo, Colonia y Hamburgo. Se convirtió en un actor prolífico de televisión entre los años 1980 y 2000. En 2000, hizo su debut como director con la producción televisiva alemana Wenn man sich traut. En 1990, interpretó al Dr. Hans-Joachim Dorfmann en la serie de televisión británica The Gravy Train junto a Ian Richardson. El programa es una historia de intriga y fechorías ambientada en las oficinas de la Unión Europea en Bruselas. En 2007, Waltz narró el audiolibro de la versión alemana de A Primate's Memoir de Robert Sapolsky, titulada Mein Leben als Pavian.

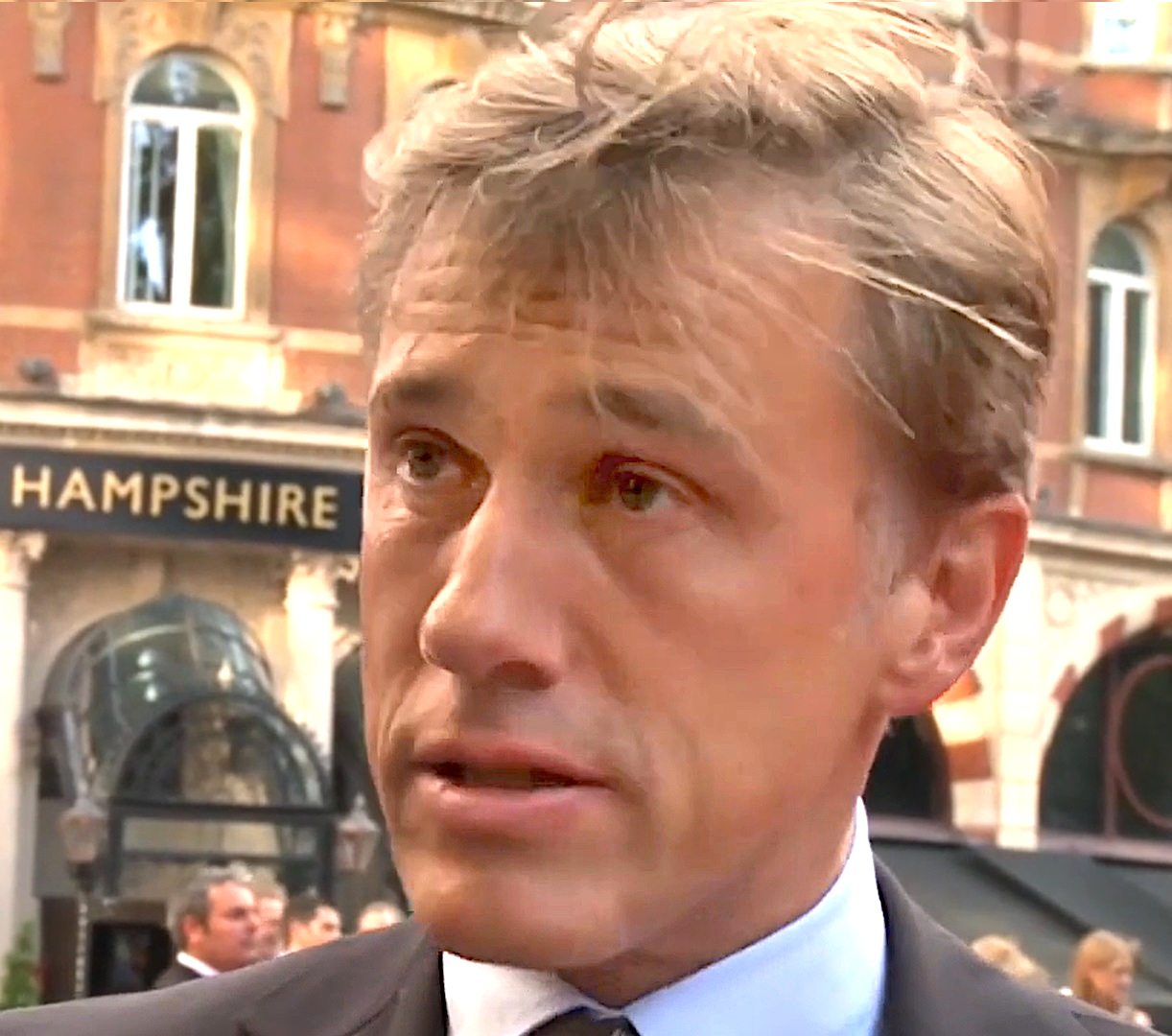
Waltz en 2009.

En la película de Quentin Tarantino de 2009, Inglourious Basterds, Waltz interpretó al SS-Standartenführer Hans Landa, también conocido como "El cazador de judíos". Inteligente, cortés, políglota, pero también egoísta, implacable y asesino, el personaje de Landa fue tal que Tarantino temió que "podría haber escrito un papel que fuera injugable". Waltz recibió el Premio al Mejor Actor en el Festival de Cine de Cannes 2009 por su interpretación y recibió elogios tanto de críticos como del público. En 2009, comenzó a barrer los circuitos de premios de los críticos, obteniendo premios como Mejor Actor de Reparto del Círculo de Críticos de Cine de Nueva York, la Sociedad de Críticos de Cine de Boston, Asociación de Críticos de Cine de Los Ángeles, así como premios como Mejor Actor de Reparto en los Globos de Oro y los Premios del Sindicato de Actores.
El mes siguiente, ganó el BAFTA a Mejor Actor de Reparto, y ganó el Premio Óscar al Mejor Actor de Reparto. Tarantino reconoció la importancia de Waltz para su película al afirmar: "Creo que Landa es uno de los mejores personajes que jamás haya escrito y Christoph lo interpretó perfectamente. Es cierto que si no hubiera encontrado a alguien tan bueno como Christoph, quizás no hubiera hecho Inglourious Basterds".
Waltz interpretó al gánster Benjamin Chudnofsky en The Green Hornet (2011); ese mismo año, protagonizó Water for Elephants y Carnage de Roman Polanski. Interpretó al cazador de recompensas alemán King Schultz en Django Unchained (2012) de Quentin Tarantino, un papel que Tarantino escribió específicamente para Waltz. Durante un accidente de entrenamiento previo al rodaje, Waltz se lesionó la pelvis, aunque esto no impactó en su papel en la película. Su papel le valió nuevamente elogios, y Waltz ganó el Globo de Oro, el BAFTA y, finalmente, el Premio de la Academia al Mejor Actor de Reparto.
En abril de 2013, fue seleccionado como miembro del jurado principal de la Festival de Cine de Cannes 2013. Dirigió una producción de la ópera Der Rosenkavalier en la Vlaamse Opera en Amberes a finales de 2013, y en Gante a principios de 2014.

## Filmografía

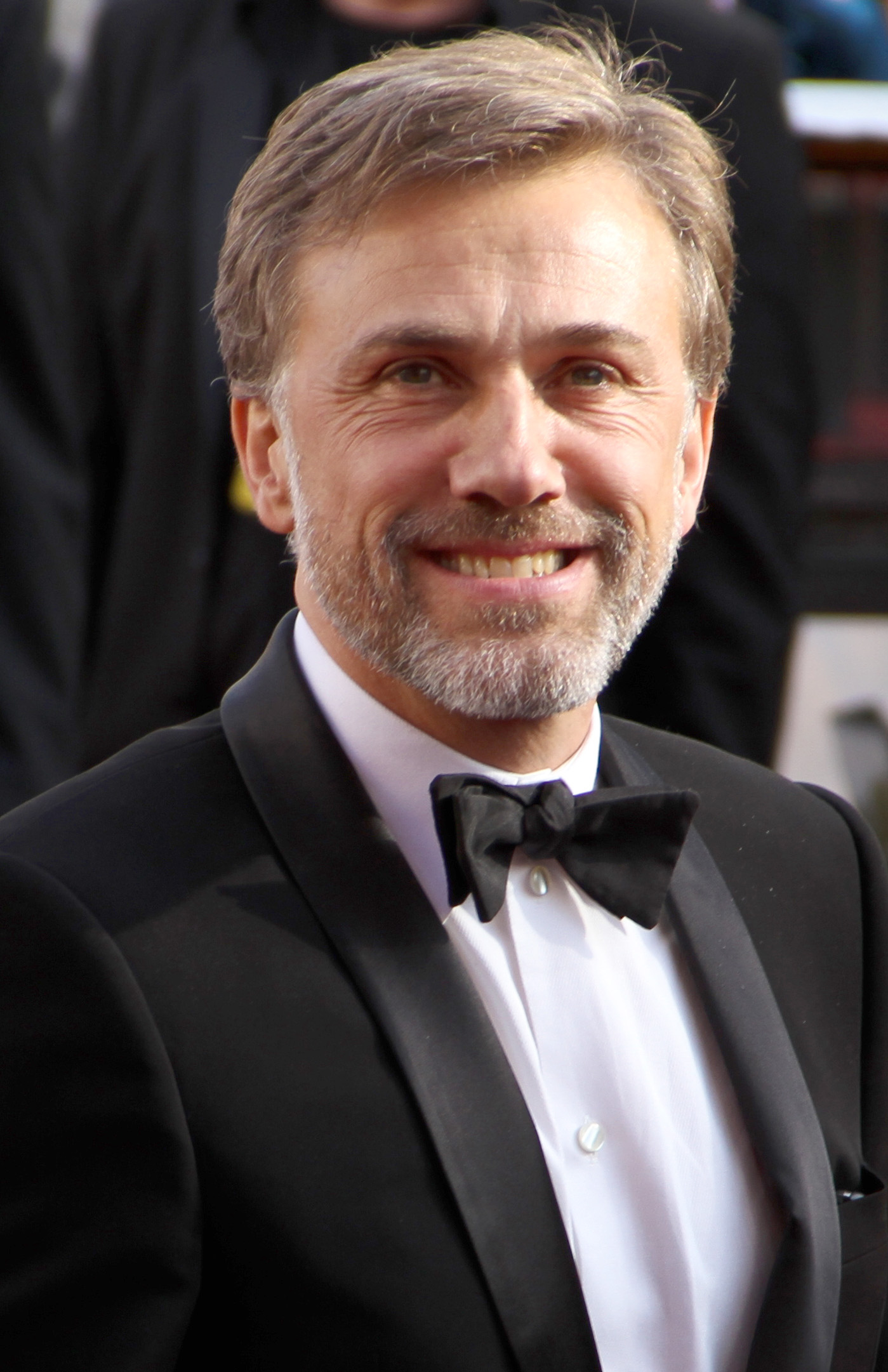
Waltz en 2010.

### Cine
| Año  | Título                                              | Personaje                                 | Ref.   |
| ---- | --------------------------------------------------- | ----------------------------------------- | ------ |
| 1979 | Breakthrough                                        | Paramédico                                |        |
| 1981 | Headstand                                           | Markus                                    |        |
| 1982 | Fire and Sword                                      | Tristan                                   |        |
| 1986 | Wahnfried                                           | Friedrich Nietzsche                       |        |
| 1988 | Quicker Than the Eye                                | Jefe de policía                           |        |
| 1991 | Life for Life: Maximilian Kolbe                     | Jan Tytz                                  |        |
| 1995 | The Start of Something                              | Herbert                                   |        |
| 1997 | Our God's Brother                                   | Maksymilian Gierymski                     |        |
| 1998 | Night Time                                          | Inspector de policía Becker               |        |
| 1998 | Love Scenes from Planet Earth                       | Charly                                    |        |
| 1999 | Die Braut                                           | Karl August                               |        |
| 2000 | Ordinary Decent Criminal                            | Peter                                     |        |
| 2000 | Falling Rocks                                       | Louis                                     |        |
| 2000 | Death, Deceit and Destiny Aboard the Orient Express | Ossama / Tarik                            |        |
| 2001 | Queen's Messenger                                   | Ali Ben Samm                              |        |
| 2001 | She                                                 | Michael Vincey                            |        |
| 2003 | Angst                                               | Psicoanalista                             |        |
| 2003 | Gun-Shy                                             | Johannsen                                 |        |
| 2003 | Berlin Blues                                        | Doctor                                    |        |
| 2004 | Pact with the Devil                                 | Rolf Steiner                              |        |
| 2006 | Lapislazuli – im Auge des Bären                     | Czerny                                    |        |
| 2009 | Inglourious Basterds                                | Coronel Hans "El cazador de judíos" Landa |        |
| 2011 | The Green Hornet                                    | Benjamin Chudnofsky / Bloodnofsky         |        |
| 2011 | Water for Elephants                                 | August Rosenbluth                         |        |
| 2011 | The Three Musketeers                                | Cardenal Richelieu                        |        |
| 2011 | Carnage                                             | Alan Cowan                                |        |
| 2012 | It Is No Dream (Documental)                         | Theodor Herzl (Voz)                       |        |
| 2012 | Django Unchained                                    | Dr. King Schultz                          |        |
| 2013 | Epic                                                | Mandrake (Voz)                            |        |
| 2013 | The Zero Theorem                                    | Qohen Leth                                |        |
| 2014 | Muppets Most Wanted                                 | Él mismo                                  |        |
| 2014 | Horrible Bosses 2                                   | Burt Hanson                               |        |
| 2014 | Big Eyes                                            | Walter Keane                              |        |
| 2015 | Spectre                                             | Franz Oberhauser / Ernst Stavro Blofeld   |        |
| 2016 | The Legend of Tarzan                                | Léon Rom                                  |        |
| 2017 | Tulip Fever                                         | Cornelis Sandvoort                        |        |
| 2017 | Downsizing                                          | Dusan Mirkovic                            |        |
| 2019 | Alita: Battle Angel                                 | Dyson Ido                                 |        |
| 2019 | Georgetown                                          | Ulrich Mott                               |        |
| 2019 | QT8: The First Eight (Documental)                   | Él mismo                                  | [ 33 ] |
| 2020 | Rifkin's Festival                                   | Muerte                                    |        |
| 2021 | The French Dispatch                                 | Paul Duval                                |        |
| 2021 | No Time to Die                                      | Ernst Stavro Blofeld                      |        |
| 2022 | Dead for a Dollar                                   | Max Borlund                               |        |
| 2022 | Pinocchio                                           | Conde Volpe (Voz)                         |        |
| 2023 | The Portable Door                                   | Humphrey Wells                            |        |
| 2024 | Old Guy                                             | Danny Dolinski                            |        |
| 2025 | Frankenstein                                        | Dr. Pretorius                             |        |
| 2025 | Dracula: A Love Tale                                |                                           | [ 34 ] |

### Televisión
| Año     | Título                                             | Personaje                                       | Notas                                                            |
| ------- | -------------------------------------------------- | ----------------------------------------------- | ---------------------------------------------------------------- |
| 1977    | Am dam des                                         | Cantante                                        |                                                                  |
| 1977    | Der Einstand                                       | Gunther Vesley                                  | Película para televisión                                         |
| 1979    | Feuer!                                             | Karl Albrecht Schlick                           | Película para televisión                                         |
| 1979    | Parole Chicago                                     | Eduard "Ede" Bredo                              | 13 episodios                                                     |
| 1982    | The Mysterious Stranger                            | Ernst Wasserman                                 | Película para televisión                                         |
| 1982    | Dr. Margarete Johnsohn                             | Rainer                                          | Película para televisión                                         |
| 1983    | The Sandman                                        | Nathanael                                       | Película para televisión                                         |
| 1985    | Ein Fall für zwei                                  | Alf                                             | Episodio: "Blutsbande"                                           |
| 1986    | The Old Fox                                        | Hans Baumeister                                 | Episodio: "Zwei Leben"                                           |
| 1986    | Derrick                                            | Eberhard Bothe                                  | Episodio: "Schonzeit für Mörder"                                 |
| 1986    | The Lenz Papers                                    | Franz Sigel                                     | Miniserie de televisión                                          |
| 1987    | Tatort                                             | Inspector de policía Passini                    | Episodio: " Wunschlos tot "                                      |
| 1987    | Das andere Leben                                   | Stefan                                          | Película para televisión                                         |
| 1988    | The Alien Years                                    | Stefan Mueller                                  | Serie de televisión                                              |
| 1988    | Derrick                                            | Schumann                                        | Episodio: "Mord inklusive"                                       |
| 1989    | Goldeneye                                          | Espía alemán                                    | Película para televisión                                         |
| 1990    | The Gravy Train                                    | Dr. Hans-Joachim Dorfmann                       | 4 episodios                                                      |
| 1990    | The Old Fox                                        | Christian Kamp                                  | Episodio: "So gut wie tot"                                       |
| 1991    | The Gravy Train Goes East                          | Dr. Hans-Joachim Dorfmann                       | 4 episodios                                                      |
| 1991    | Napoleon                                           | Karl Emmanuel                                   |                                                                  |
| 1992    | 5 Zimmer, Küche, Bad                               | Hartwig Klemmnitz                               | Película para televisión                                         |
| 1992    | Die Angst wird bleiben                             | Manfred                                         | Película para televisión                                         |
| 1993    | König der letzten Tage                             | John of Leiden                                  | Película para televisión                                         |
| 1994    | Tag der Abrechnung – Der Amokläufer von Euskirchen | Erwin Mikolajczyk                               | Película para televisión                                         |
| 1994    | Man(n) sucht Frau                                  | Christoph                                       | Película para televisión                                         |
| 1994    | Jacob                                              | Morash                                          | Película para televisión                                         |
| 1995    | The Public Prosecutor                              | Andreas Döpke                                   | Miniserie de televisión                                          |
| 1995    | The All New Alexei Sayle Show                      | "Weak Moustache"                                | Episodio #2.3                                                    |
| 1995    | Prinz zu entsorgen                                 | Roman                                           | Película para televisión                                         |
| 1995    | Catherine the Great                                | Mirovich                                        | Película para televisión                                         |
| 1996    | The Tourist                                        | Stephan Görner                                  | Película para televisión                                         |
| 1996    | Du bist nicht allein – Die Roy Black Story         | Roy Black                                       | Película para televisión                                         |
| 1996    | Rosa Roth                                          | Wietze                                          | Episodio: "Nirgendwohin"                                         |
| 1996    | Rex: A Cop's Best Friend                           | Martin Wolf                                     | Episodio: "Der Puppenmörder"                                     |
| 1997    | Maître Da Costa                                    | Walter Mueller                                  | 2 episodios                                                      |
| 1997    | Faust                                              | Gerhardt Schulze-Leitner                        | Episodio: "Villa Palermo"                                        |
| 1997    | Schimanski                                         | Klaus Mandel                                    | Episodio: Blutsbrüder                                            |
| 1998    | Vicky's Nightmare                                  | Johnny                                          | Película para televisión                                         |
| 1998    | Schock – Eine Frau in Angst                        | Comisario Kaul                                  | Película para televisión                                         |
| 1998    | The Final Game                                     | Kant                                            | Película para televisión                                         |
| 1998    | Rache für mein totes Kind                          | Paul                                            | Película para televisión                                         |
| 1998    | Murderous Legacy                                   | Moritz Fink                                     | Película para televisión                                         |
| 1999    | Dessine-moi un jouet                               | Klaus Hermann                                   | Película para televisión                                         |
| 2000    | The Beast                                          | Herbert Fink                                    | también conocido como Das Teufelsweib; Película para televisión  |
| 2001    | Engel sucht Flügel                                 | Caspari                                         | Película para televisión                                         |
| 2001    | Riekes Liebe                                       | Entrenador de patinaje artístico Peter Karlhoff | Película para televisión                                         |
| 2001    | Dance with the Devil                               | Dieter Cilov                                    | Película para televisión                                         |
| 2002    | Dienstreise – Was für eine Nacht                   | Klaus-Dieter Lehmann                            | Película para televisión                                         |
| 2002    | Weihnachtsmann gesucht                             | Johannes Böhmke                                 | Película para televisión                                         |
| 2003    | Jagd auf den Flammenmann                           | Brisky                                          | Película para televisión                                         |
| 2003    | Der Mörder ist unter uns                           | Martin Bach                                     | también conocido como Der Fall Gehring; Película para televisión |
| 2003    | Two Days of Hope                                   | Michael Berg                                    | Película para televisión                                         |
| 2003    | Jennerwein                                         | Pföderl                                         | Película para televisión                                         |
| 2003    | Un homme tombera du ciel                           | Dr. Thilo Rylow                                 | Película para televisión                                         |
| 2004    | Scheidungsopfer Mann                               | Benedikt von Arn                                | Película para televisión                                         |
| 2004    | Mörderische Suche                                  | Richard Benedek                                 | Película para televisión                                         |
| 2004    | Schöne Witwen küssen besser                        | Jean-France                                     | Película para televisión                                         |
| 2005    | Die Patriarchin                                    | Wolf Sevening                                   | Miniserie de televisión                                          |
| 2005    | Unsolved                                           | Richard Seemann                                 | Episodio: "Verlorene Jahre"                                      |
| 2006    | SOKO Rhein-Main                                    | Andreas Senner                                  | Episodio: "Schuld und Sühne"                                     |
| 2006    | Polizeiruf 110                                     | Dr. Juris Gríns                                 | Episodio: " Die Lettin und ihr Lover "                           |
| 2006    | Stolberg                                           | Paul Büttner                                    | Episodio: "Kreuzbube"                                            |
| 2006    | Tatort                                             | Profesor Robert Henze                           | Episodio: "Schlaflos in Weimar"                                  |
| 2006    | Franziska Luginsland                               | Karl Löwen                                      | Episodio: "Franziskas Gespür für Männer"                         |
| 2007    | Der Staatsanwalt                                   | Dr. Claudius Tressen                            | Episodio: " Glückskinder "                                       |
| 2007    | Der letzte Zeuge                                   | Dr. Martin York                                 | Episodio: "Martinspassion"                                       |
| 2007    | Unter Verdacht                                     | Thomas Sell                                     | Episodio: " Hase and Igel "                                      |
| 2007    | The Zürich Engagement                              | Frank "Büffel" Arbogast                         | Película para televisión                                         |
| 2007    | L'Été enchanteur                                   | Dr. Helmut Bahr                                 | Película para televisión                                         |
| 2008    | Das Geheimnis im Wald                              | Hans Kortmann                                   | Película para televisión                                         |
| 2008    | Polonius Fischer                                   | Sebastian Flies                                 | Episodio: "Todsünde"                                             |
| 2008    | Das jüngste Gericht                                | Peters                                          | Película para televisión                                         |
| 2008    | Die Anwälte                                        | Herbert Jahn                                    | Episodio: "Leben und Tod"                                        |
| 2008    | Tatort                                             | Gerd Weißenbach                                 |                                                                  |
| 2013    | Saturday Night Live                                | Presentador                                     | Episodio: Christoph Waltz/Alabama Shakes                         |
| 2017    | Comedians in Cars Getting Coffee                   | Invitado                                        | Episodio: "Champagne, Cigars and Pancake Batter"                 |
| 2020–23 | Most Dangerous Game                                | Miles Sellars                                   | 27 episodios                                                     |
| 2023    | The Consultant                                     | Regus Patoff                                    | 8 episodios                                                      |
| TBA     | Only Murders in the Building                       |                                                 |                                                                  |

## Premios y distinciones
Premios Óscar
| Año  | Categoría              | Película             | Resultado |
| ---- | ---------------------- | -------------------- | --------- |
| 2010 | Mejor Actor de Reparto | Inglourious Basterds | Ganador   |
| 2013 | Mejor Actor de Reparto | Django Unchained     | Ganador   |

Premios Globo de Oro
| Año  | Categoría                       | Película             | Resultado |
| ---- | ------------------------------- | -------------------- | --------- |
| 2009 | Mejor Actor de Reparto          | Inglourious Basterds | Ganador   |
| 2012 | Mejor Actor de Reparto          | Django Unchained     | Ganador   |
| 2014 | Mejor Actor - Comedia o Musical | Big Eyes             | Nominado  |

Premios BAFTA
| Año  | Categoría              | Película             | Resultado |
| ---- | ---------------------- | -------------------- | --------- |
| 2009 | Mejor Actor de Reparto | Inglourious Basterds | Ganador   |
| 2012 | Mejor Actor de Reparto | Django Unchained     | Ganador   |

Premios del Sindicato de Actores
| Año  | Categoría              | Película             | Resultado |
| ---- | ---------------------- | -------------------- | --------- |
| 2009 | Mejor Actor de Reparto | Inglourious Basterds | Ganador   |
| 2009 | Mejor Reparto          | Inglourious Basterds | Ganador   |

Festival de Cannes
| Año  | Categoría             | Película             | Resultado |
| Año  | Categoría             | Título               | Resultado |
| ---- | --------------------- | -------------------- | --------- |
| 2009 | Mejor Actor en Cannes | Inglourious Basterds | Ganador   |

Premios Satellite
| Año  | Categoría              | Película             | Resultado |
| ---- | ---------------------- | -------------------- | --------- |
| 2009 | Mejor Actor de Reparto | Inglourious Basterds | Ganador   |
| 2011 | Mejor Actor de Reparto | Carnage              | Nominado  |

Premios MTV Movie
| Año  | Categoría     | Película             | Resultado |
| ---- | ------------- | -------------------- | --------- |
| 2010 | Mejor villano | Inglourious Basterds | Nominado  |
| 2012 | Mejor villano | The Green Hornet     | Nominado  |